# Rhaphidophora pubescens
Rhaphidophora pubescens is een rechtvleugelig insect uit de familie grottensprinkhanen (Rhaphidophoridae). De wetenschappelijke naam van deze soort is voor het eerst geldig gepubliceerd in 1932 door Ander.